# Lista odcinków serialu Cioteczka Mick
Lista odcinków serialu telewizyjnego Cioteczka Mick – emitowanego przez amerykańską stację telewizyjną FOX od 1 stycznia 2017 roku do 3 kwietnia 2018 roku. Powstały dwie serię, które składają się z 37 odcinków. Od 2 kwietnia 2017 roku do 22 kwietnia 2018 roku był emitowany w Polsce przez Fox Comedy.
| Sezon | Odcinki | Oryginalna emisja w FOX | Oryginalna emisja w FOX | Oryginalna emisja w Fox Comedy | Oryginalna emisja w Fox Comedy | Oryginalna emisja w Fox Comedy |
| Sezon | Odcinki | Premiera sezonu         | Finał sezonu            | Premiera sezonu                | Finał sezonu                   |                                |
| ----- | ------- | ----------------------- | ----------------------- | ------------------------------ | ------------------------------ | ------------------------------ |
| 1     | 17      | 1 stycznia 2017         | 2 maja 2017             | 2 kwietnia 2017                | 21 maja 2017                   |                                |
| 2     | 20      | 26 września 2017        | 3 kwietnia 2018         | 25 lutego 2018                 | 22 kwietnia 2018               |                                |

## Sezon 1 (2017)
| Nr | #  | Tytuł                           | Reżyseria       | Scenariusz                                        | Premiera w FOX   | Premiera w Fox Comedy |
| -- | -- | ------------------------------- | --------------- | ------------------------------------------------- | ---------------- | --------------------- |
| 1  | 1  | 'Greenwich, Connecticut' Pilot  | Randall Einhorn | Dave Chernin, John Chernin                        | 1 stycznia 2017  | 2 kwietnia 2017       |
| 2  | 2  | 'Dziadkowie' The Grandparents   | Randall Einhorn | Dave Chernin, John Chernin                        | 3 stycznia 2017  | 2 kwietnia 2017       |
| 3  | 3  | 'Bufor' The Buffer              | Todd Biermann   | Laura Chinn                                       | 10 stycznia 2017 | 9 kwietnia 2017       |
| 4  | 4  | 'Balon' The Balloon             | Randall Einhorn | Scott Marder                                      | 15 stycznia 2017 | 9 kwietnia 2017       |
| 5  | 5  | 'Pożar' The Fire                | Kat Coiro       | Brian Keith Etheridge, Dave Chernin, John Chernin | 17 stycznia 2017 | 16 kwietnia 2017      |
| 6  | 6  | 'Sypialnia' The Master          | Iain MacDonald  | Harper Dill                                       | 24 stycznia 2017 | 16 kwietnia 2017      |
| 7  | 7  | 'Country Club' The Country Club | Randall Einhorn | Christine Nangle                                  | 31 stycznia 2017 | 23 kwietnia 2017      |
| 8  | 8  | 'Kapuś' The Snitch              | Randall Einhorn | Scott MacArthur                                   | 7 lutego 2017    | 23 kwietnia 2017      |
| 9  | 9  | 'Bałagan' The Mess              | Geeta V. Patel  | Lindsay Golder                                    | 14 lutego 2017   | 30 kwietnia 2017      |
| 10 | 10 | 'Bagaż' The Baggage             | Matt Sohn       | Scott Marder                                      | 21 lutego 2017   | 30 kwietnia 2017      |
| 11 | 11 | ' Nowa dziewczyna' The New Girl | Randall Einhorn | Brian Keith Etheridge                             | 28 lutego 2017   | 7 maja 2017           |
| 12 | 12 | 'Wilk' The Wolf                 | Randall Einhorn | Mehar Sethi                                       | 21 marca 2017    | 7 maja 2017           |
| 13 | 13 | 'Łobuz' The Bully               | Kat Coiro       | Nancy M. Pimental                                 | 28 marca 2017    | 14 maja 2017          |
| 14 | 14 | 'Grzejnik' The Heater           | Randall Einhorn | Scott Marder                                      | 4 kwietnia 2017  | 14 maja 2017          |
| 15 | 15 | 'Piżama party' The Sleepover    | Silver Tree     | Dominic Dierkes, Christian Lander                 | 11 kwietnia 2017 | 21 maja 2017          |
| 16 | 16 | 'Implant' The Implant           | Richie Keen     | Dave Chernin, John Chernin                        | 25 kwietnia 2017 | 21 maja 2017          |
| 17 | 17 | 'Intruz' The Intruder           | Matt Sohn       | Mehar Sethi                                       | 2 maja 2017      | 21 maja 2017          |

## Sezon 2 (2017-2018)
| Nr | #  | Tytuł                            | Reżyseria        | Scenariusz                              | Premiera w FOX       | Premiera w Fox Comedy |
| -- | -- | -------------------------------- | ---------------- | --------------------------------------- | -------------------- | --------------------- |
| 18 | 1  | 'Hotel' The Hotel                | Richie Keen      | Dave Chernin, John Chernin              | 26 września 2017     | 25 lutego 2018        |
| 19 | 2  | Przyjaciółka The Friend          | Matt Sohn        | Heather Flanders                        | 3 października 2017  | 25 lutego 2018        |
| 20 | 3  | Odwiedziny The Visit             | Kat Coiro        | Scott Marder                            | 10 października 2017 | 25 lutego 2018        |
| 21 | 4  | Nawiedzony dom The Haunted House | Matt Sohn        | Scott MacArthur                         | 17 października 2017 | 25 lutego 2018        |
| 22 | 5  | Wynalazek The Invention          | Rebecca Asher    | Matthew Libman, Daniel Libman           | 7 listopada 2017     | 4 marca 2018          |
| 23 | 6  | Głowa rodziny The Matriarch      | Kat Coiro        | Eric Falconer                           | 14 listopada 2017    | 4 marca 2018          |
| 24 | 7  | Powrót do domu The Homecoming    | Richie Keen      | Rob Rosell                              | 21 listopada 2017    | 11 marca 2018         |
| 25 | 8  | Nauczyciel The Teacher           | Eva Longoria     | Lindsay Golder                          | 28 listopada 2017    | 11 marca 2018         |
| 26 | 9  | Rozwód The Divorce               | Matt Sohn        | Dominic Dierkes                         | 5 grudnia 2017       | 18 marca 2018         |
| 27 | 10 | Wspinaczka The Climb             | Amy York Rubin   | Harper Dill                             | 2 stycznia 2018      | 18 marca 2018         |
| 28 | 11 | Wycieczka The Trip               | Kat Coiro        | John Howell Harris                      | 9 stycznia 2018      | 25 marca 2018         |
| 29 | 12 | Miasto The City                  | Eric Dean Seaton | Heather Flanders                        | 16 stycznia 2018     | 25 marca 2018         |
| 30 | 13 | Wysypisko The Dump               | Matt Sohn        | Laura Chinn                             | 23 stycznia 2018     | 1 kwietnia 2018       |
| 31 | 14 | Kościół The Church               | Matt Sohn        | Dominic Dierkes                         | 6 lutego 2018        | 1 kwietnia 2018       |
| 32 | 15 | Sok The Juice                    | Matt Sohn        | Eric Falconer                           | 27 lutego 2018       | 8 kwietnia 2018       |
| 33 | 16 | Wypadek The Accident             | Eric Dean Seaton | Daniel Libman & Matthew Libman          | 6 marca 2018         | 8 kwietnia 2018       |
| 34 | 17 | Wolny wieczór The Night Off      | Eva Longoria     | Franklin Hardy                          | 13 marca 2018        | 15 kwietnia 2018      |
| 35 | 18 | Samochód The Car                 | Michael McDonald | Scott Marder                            | 20 marca 2018        | 15 kwietnia 2018      |
| 36 | 19 | Taniec The Dance                 | Dave Chernin     | Laura Chinn, Dave Chernin, John Chernin | 27 marca 2018        | 22 kwietnia 2018      |
| 37 | 20 | Absolwentka The Graduate         | Matt Sohn        | Caroline Fox                            | 4 kwietnia 2018      | 22 kwietnia 2018      |